# 영사

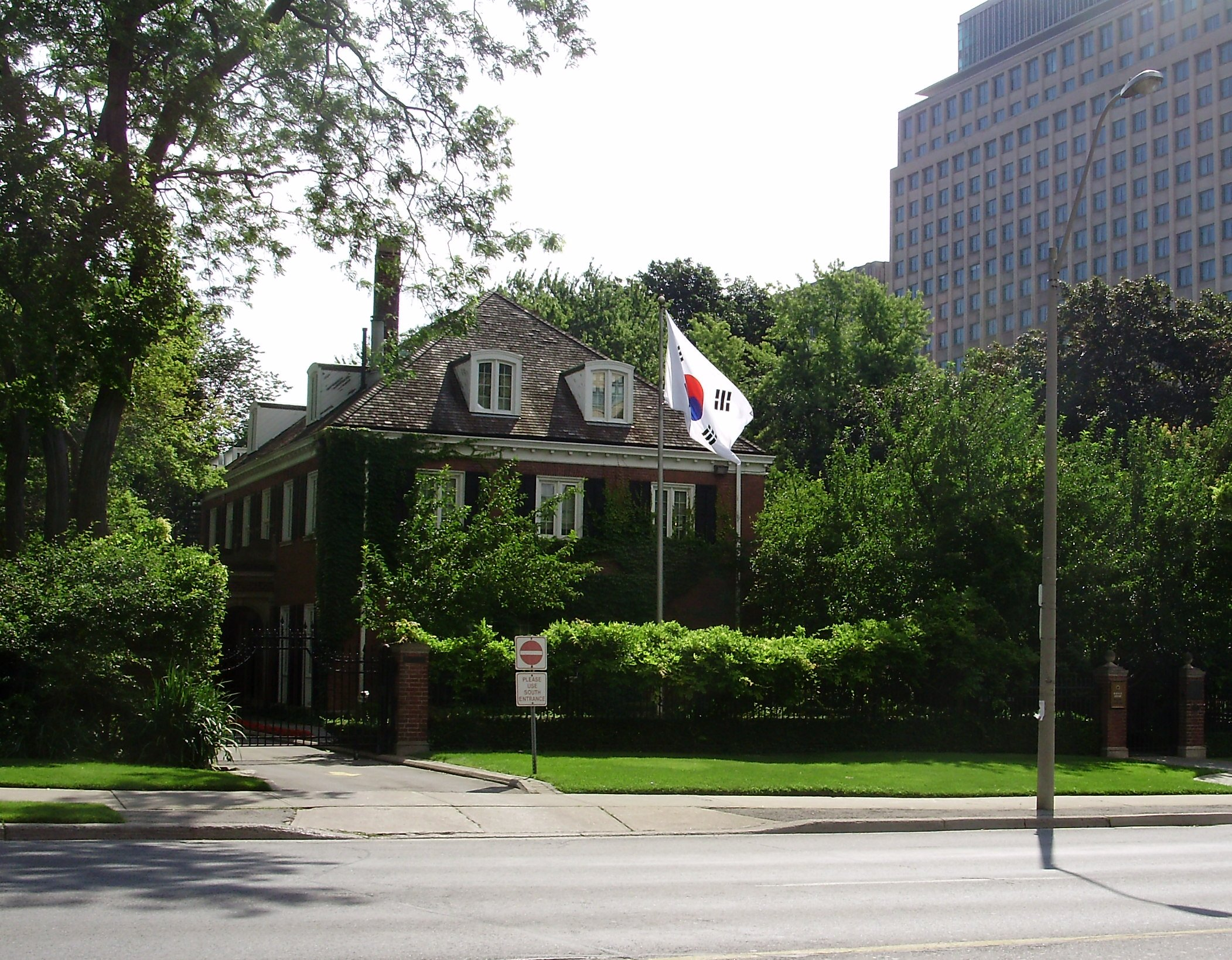
캐나다 토론토 주재 대한민국 총영사관

영사(領事, 문화어: 령사, 영어: consul)는 외국에 주재하여 자국의 통상을 촉진하고 또 자국민의 보호를 임무로 하는 공무원이다. 영사가 주재국에서 직무를 보는 기관을 영사관이라고 부른다.

## 상세
영사에는 총영사(總領事, 문화어: 총령사, consul-general), 부총영사(副總領事, deputy consul-general), 영사(領事, consul), 부영사(副領事, vice-consul)가 있다. 영사의 파견과 접수는 보통 통상항해조약에 기하여 행한다. 보통 영사는 국가간에 조약이 없어도 파견·접수되지만, 영사조약(領事條約)에 의하여 영사의 그 상대국에서의 지위와 활동이 명확하게 된다. 영사관의 설치, 영사의 임명, 영사의 특권, 직무범위 등이 규정된다. 영사의 주된 임무는 파견국의 이해관계 사항을 관찰하고 보고하며, 그 관할 구역 내의 자국민을 보호하고 감독하는 것이다. 영사는 조약에 의해서 약간의 특권을 갖는다. 그 내용은 조약에 따라 일정하지 않으나 일정한 범위 내에서 체포·처벌의 면제·면세 등이 인정되고 있다.

## 같이 보기
- 외교
- 대사
- 영사관